# Jane Urquhart
Jane Urquhart född 21 juni 1949 i Little Longlac, är en kanadensisk författare.
Urquhart var den yngta av tre barn och enda dottern till Marian (född Quinn) och Walter (Nick)Carter, en prospektering och gruvingenjör.
Under sin skoltid i Toronto mötte hon Paul Keele, och de gifte sig 1968. Keele omkom i en bilolycka 1973. 1976 gifte hon sig med Tony Urquhart och 1977 föddes deras dotter Emily.